# Marbré de Lusitanie
Euchloe tagis
Espèce
Le Marbré de Lusitanie (Euchloe tagis ou Iberochloe tagis) est une espèce de lépidoptères (papillons) de la famille des Pieridae et de la sous-famille des Pierinae.

## Noms vernaculaires
- En français : le Marbré de Lusitanie[1],[2], le Marbré portugais[3], le Lavé-de-vert[réf. souhaitée].
- En anglais : Portuguese Dappled White[4].

## Morphologie
L'imago a le dessus des ailes blanc, avec une plage apicale gris sombre tachée de blanc à l'aile antérieure, ainsi qu'une tache discoïdale gris sombre. Le revers des ailes postérieures est gris-vert, constellé de taches blanches d'étendue variable. La côte de l'aile postérieure suit une courbure régulière, contrairement à d'autres Euchloe ressemblants, dont Euchloe crameri, chez qui elle est anguleuse. 

## Biologie

### Phénologie
L'espèce est univoltine, et on peut rencontrer les imagos entre février et juillet en fonction de la localisation et de l'altitude, plus précisément d'avril à juin en France.
L'espèce hiverne au stade de chrysalide.

### Plantes hôtes
Les plantes hôtes sont des Iberis (Iberis ciliata en Algérie) et des Biscutella.

## Distribution et biotopes
Très localisée, cette espèce est présente dans le Sud-Ouest de l'Europe (Portugal, Espagne, Sud de la France et Nord-Ouest de l'Italie) et en Afrique du Nord (Maroc et Algérie).
En France, elle est présente très localement dans une quinzaine de départements méridionaux, du Quercy à la Provence et dans la vallée du Rhône jusqu'à l'Ain,.

### Biotopes
L'espèce fréquente les pelouses sèches, les terrains caillouteux et secs et les oasis.

## Systématique
L'espèce actuellement appelée Euchloe tagis a été décrite en 1804 par l'entomologiste allemand Jakob Hübner, sous le nom initial de Papilio tagis. La localité type est le Portugal,.
Cette espèce est le plus souvent placée dans le genre Euchloe, mais des études de phylogénétique moléculaire ont démontré qu'elle devrait être placée dans un genre à part, nommé Iberochloe, en compagnie du taxon nord-africain Iberochloe pechi,,.

### Synonymie
- Papilio tagis Hübner, 1804 – protonyme
- Euchloe lusitanica Oberthür, 1909
- Iberochloe tagis (Hübner, 1804)

### Sous-espèces
De nombreuses sous-espèces ont été décrites :
- Euchloe tagis tagis – péninsule Ibérique
- Euchloe tagis granadensis Ribbe, 1910 – Espagne[8]
- Euchloe tagis davidi Torres Mendez & Verdugo Paez, 1985 – Espagne[8]
- Euchloe tagis castillana Verity, 1911 – Espagne[8],[7]
- Euchloe tagis bellezina (Boisduval, 1828) – Sud de la France[8],[7]
- Euchloe tagis aveyronensis Maux & Carsus, 2007 – Sud-Ouest du Massif central[8]
- Euchloe tagis piemonti Back, 2001 – Italie (Piémont)[7]
- Euchloe tagis calvensis Casini, 1993 – Italie (Toscane)[7]
- Euchloe tagis reisseri Back & Reissinger, 1989 – le Marbré rifain – Rif (Maroc)[7],[10]
- Euchloe tagis atlasica Rungs, 1950 – le Marbré du Moyen Atlas – Moyen Atlas (Maroc)[7],[10]
- Euchloe tagis pechi (Staudinger, 1885) – la Piéride aurésienne – Algérie[7] – souvent considérée comme une espèce distincte, sous le nom d’Euchloe pechi ou Iberochloe pechi.

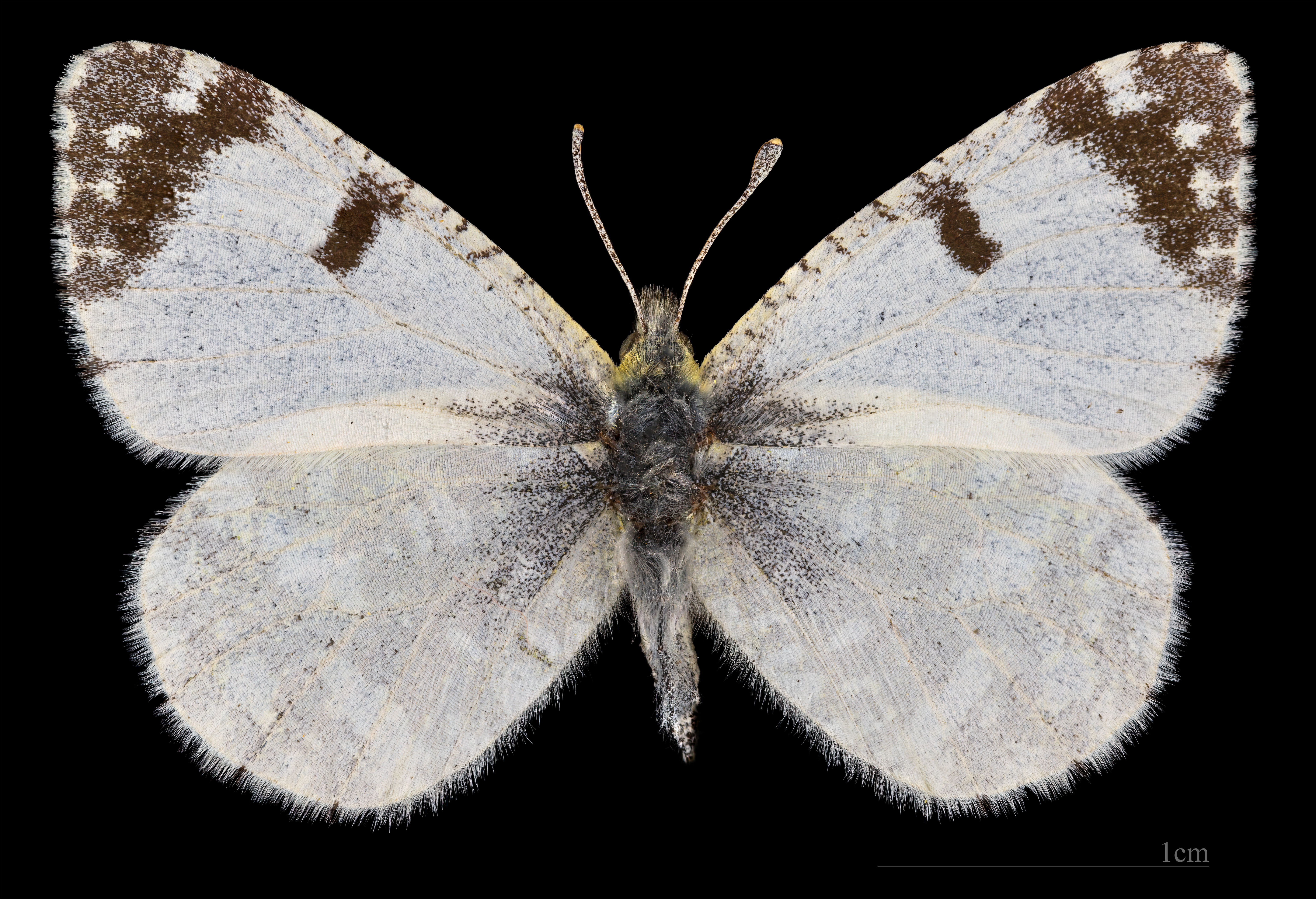
Euchloe tagis bellezina ♂  MHNT
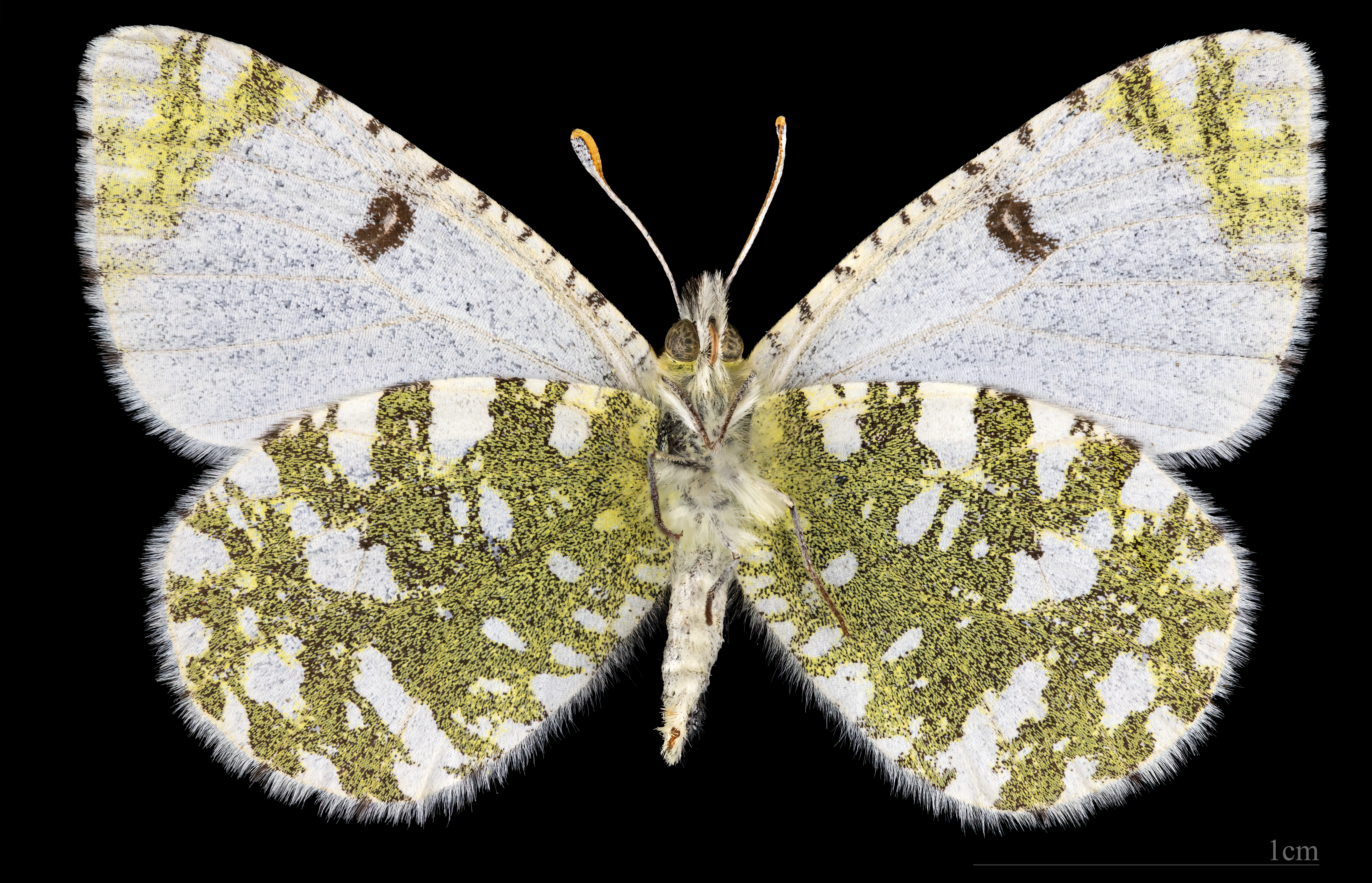
Euchloe tagis bellezina ♂  △ MHNT
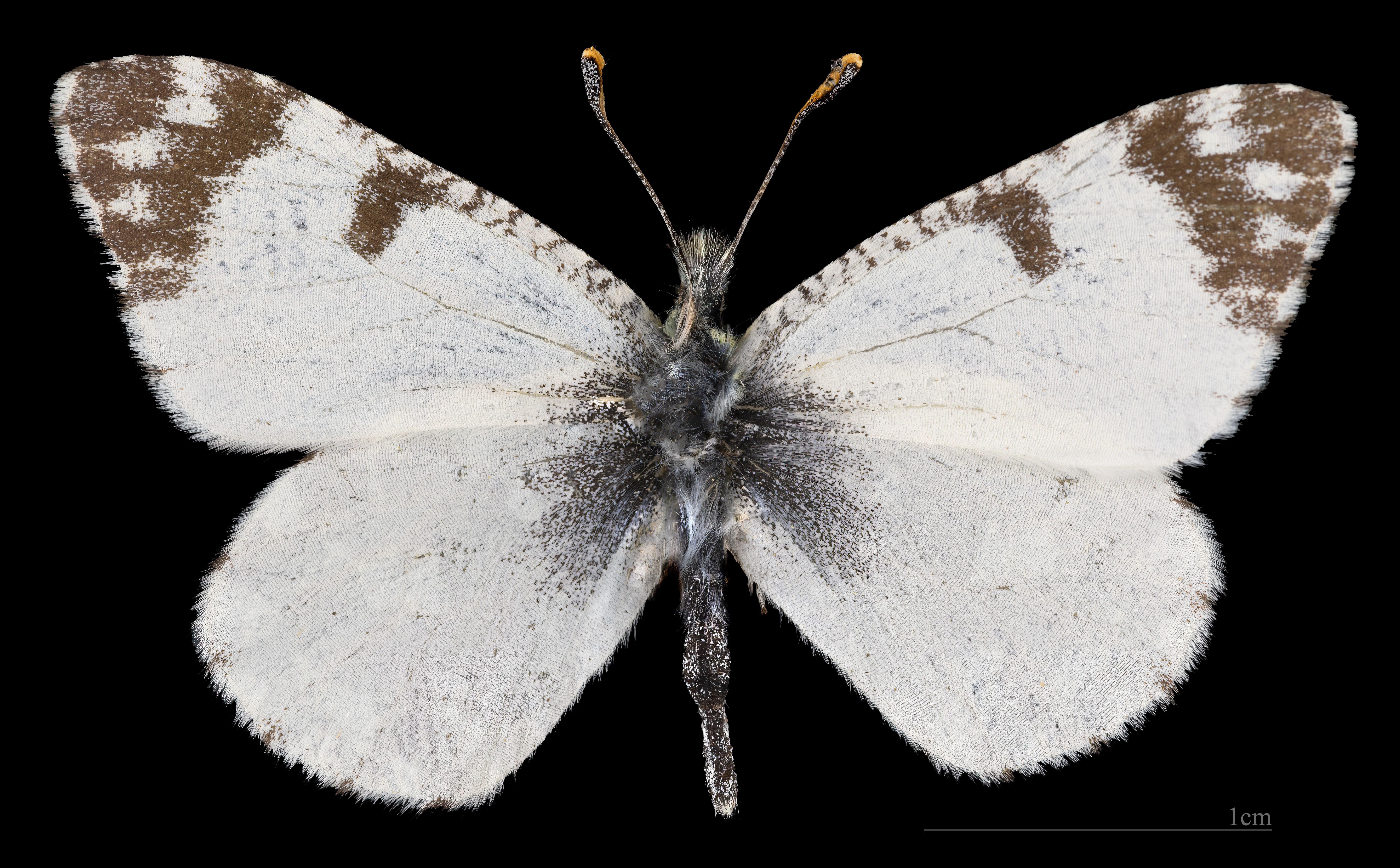
Euchloe tagis castillana ♂ MHNT
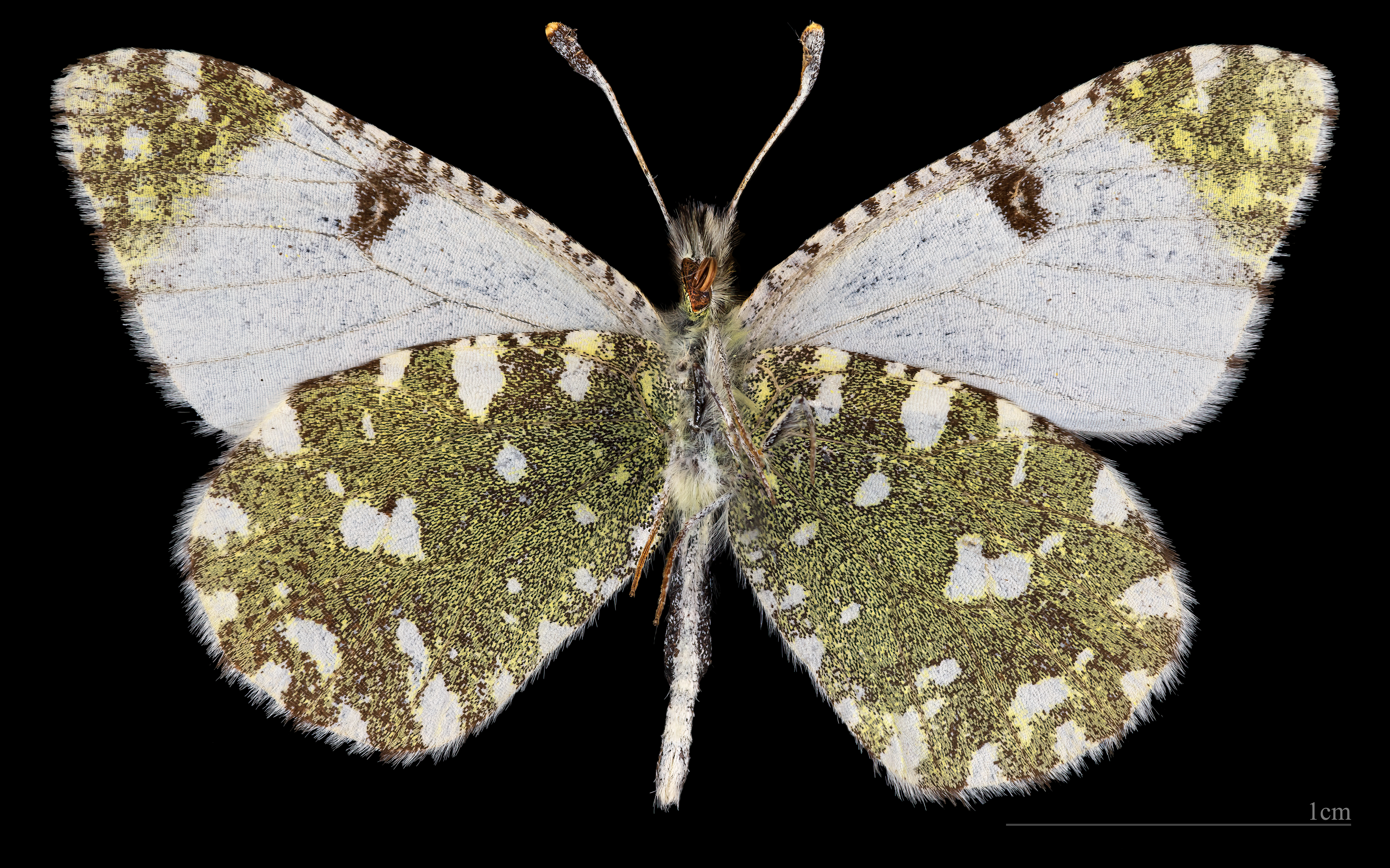
Euchloe tagis castillana ♂  △ MHNT

## Conservation
En France, l'espèce est menacée dans certaines régions, mais elle ne fait pas l'objet d'une protection légale.